# Lazar Rosić
Lazar Rosić (in serbo Лазар Росић?; Kragujevac, 29 giugno 1993) è un calciatore serbo, difensore del Changchun Yatai.

## Caratteristiche tecniche
È un difensore centrale.

## Carriera

### Club
Cresciuto nelle giovanili del Šumadija Aranđelovac, fa il suo debutto da professionista nel 2011 con il Radnički Kragujevac.
Dopo aver giocato per Radnički Niš e Vojvodina nel 2016 si trasferisce in Portogallo firmando con il Braga. Nel gennaio 2019 va in prestito per sei mesi al Nacional.
A fine giugno 2019 firma un contratto triennale col Moreirense.